# Nikon D3200
D3100 D3300
Le Nikon D3200 est un boîtier reflex numérique Nikon possédant un capteur au format DX, lancé le 19 avril 2012.
Il fait appel à un capteur de 24,2 millions de pixels, d'une densité en forte hausse par rapport aux 14,2 millions de pixels du D3100.